# Kürtener Sülz
Die Kürtener Sülz ist der 20,5 km lange, nordöstlich und orografisch rechte Quellfluss der Sülz im Oberbergischen und Rheinisch-Bergischen Kreis in Nordrhein-Westfalen. Sie wird von einigen auch als ein Nebenfluss der Sülz angesehen.

## Geographie

### Verlauf
Die Kürtener Sülz, deren Oberlauf bis zur Mündung des Floßbachs Ahe genannt wird, entspringt etwa 2,5 km südwestlich von Wipperfürth in der Nähe des Ortsteils Erlen und fließt zunächst überwiegend in südwestlicher Richtung. Nachdem sie die Ortschaften Wipperfeld, Ahe und Jörgensmühle durchflossen hat, passiert sie die Kreisgrenze zum Rheinisch-Bergischen Kreis. Hinter Junkermühle wird der Fluss zu einem kleinen See angestaut, von dem der Überleitstollen zur Großen Dhünntalsperre abgeht.
Etwa 3 km weiter flussabwärts erreicht sie Kürten. Hier wendet sich der Lauf der Kürtener Sülz nun nach Süden und zieht an Waldmühle, Broich, Eichhof und Sülze vorbei. Hinter Sülze legt sich der Fluss in eine Schleife. Eine kurze Wegstrecke weiter vereinigt sich die Kürtener Sülz bei Hommerich auf 126 m ü. NN mit der Lindlarer Sülz zur Sülz. Auf ihrem Weg von der Quelle zur Mündung verliert die Kürtener Sülz 165 Höhenmeter, was einem mittleren Sohlgefälle von 8,4 ‰ entspricht.

### Hydrologischer Hauptstrang
| Vergleich Kürtener Sülz / Lindlarer Sülz | Vergleich Kürtener Sülz / Lindlarer Sülz | Vergleich Kürtener Sülz / Lindlarer Sülz | Vergleich Kürtener Sülz / Lindlarer Sülz |
| Name                                     | Länge in km                              | EZG in km²                               | MQ in m³/s                               |
| ---------------------------------------- | ---------------------------------------- | ---------------------------------------- | ---------------------------------------- |
| Kürtener Sülz                            | 20,5                                     | 63,9                                     | 1,39                                     |
| Lindlarer Sülz                           | 23,8                                     | 58,8                                     | 1,43                                     |

Der Vergleich zwischen Lindlarer Sülz und Kürtener Sülz zeigt, dass hydrologisch gesehen die längere Lindlarer Sülz wegen ihres größeren Abflusses (MQ) ein Teil des hydrologischen Hauptstrangs des Flusssystems Sülz ist, während die Kürtener Sülz trotz ihres größeren Einzugsgebietes ein Nebenstrang davon ist.

### Nebenflüsse
mit Zuflussrichtung, offizieller Fließgewässerkennziffer, Länge, Größe des Einzugsgebiets sowie Mündungsort und -höhe.
- Erler Siefen (links, 27288412; 1,6 km)
- Drecker Bach (links; 27288414; 1,6 km) bei Drecke auf 238 m ü. NN
- Floßbach[7] (links; 2728842; 5,4 km; 5,57 km²) bei Jörgensmühle auf 217 m ü. NN
- Schwarzenbach (rechts; 2728844; 4,2 km; 5,74 km²) bei Furth auf 207 m ü. NN
- Dahler Bach (links; 27288452; 3,7 km) bei Junkersmühle auf 196 m ü. NN
- Wipperfelder Bach oder Reichenbach (rechts; 27288454; 3,4 km) bei Junkersmühle
- Burgheimer Bach (rechts; 27288458; 4,4 km; 5,48 km²) bei Häcksbilstein
- Altenbach (rechts; 2728846; 4,5 km; 5,48 km²) bei Kürten auf 170 m ü. NN[8]
- Hommerbach (rechts; 27288472; 2,8 km) bei Waldmühle
- Breibach (rechts; 27288474; 2,4 km) bei Broich
- Elssiefen (rechts; 27288478; 2,3 km) bei Eichhof
- Olpebach (links; 2728848; 6,9 km; 10,40 km²) nach Sülze auf 145 m ü. NN

## Naturschutzgebiete
- Naturschutzgebiet Altenbachtal
- Naturschutzgebiet Breibachtal
- Naturschutzgebiet Kalsbachtal
- Naturschutzgebiet Olpebachtal